# Kurskaja (stacja metra na linii Arbatsko-Pokrowskaja)
Kurskaja (ros. Курская) – stacja moskiewskiego metra linii Arbacko-Pokrowskiej (kod 046). Nazwana od pobliskiego dworca Kurskiego. Istnieje tutaj możliwość przejścia na stacje Kurskaja linii okrężnej (od 1950 roku) i Czkałowskaja linii Lublinsko-Dmitrowskajej (od 1996 roku). Powstała w drugim etapie budowy metra na odcinku Aleksandrowskij Sad – Kurskaja. Przez 6 lat pełniła funkcję stacji końcowej. Wyjścia prowadzą na ulicę Zemlanoj Wał i Ploszczad Kurskogo Wokzala.

## Konstrukcja i wystrój
Jednopoziomowa stacja typu pylonowego z trzema komorami i jednym peronem. Kolumny obłożono jasnoszarym marmurem, a ściany nad torami białymi glazurowanymi płytkami ceramicznymi i (na dole) czarnym marmurem. Okrągłe wloty wentylacji zasłonięto pozłacanymi kratami z jasnymi zdobieniami. Oświetlenie stacji stanowią duże lampy przymocowane do sufitu.